# 張氏書
孝寧皇后（越南语：／；1699年—1720年8月19日），名張氏書（越南语：／），越南鄭阮紛爭時期阮主阮福澍的正室。
張氏書是清化宋山人，其父是掌營國公張福攀，母親是阮英宗阮福溙的女兒阮氏玉冉，初封為雅姬，生二子：阮世宗阮福濶及少保郡公阮福浟。保泰元年七月十六日（1720年8月19日）去世，壽二十二歲。贈為慈懿修容亞夫人（越南语：／）。景興五年四月十二日（1744年5月23日），武王阮福濶追贈為慈懿光順淑妃（越南语：／），後追加昭憲二字，為慈懿光順昭憲淑妃（越南语：／）。
嘉隆五年六月初八日（1806年7月23日），阮福映追尊張淑妃為慈懿光順昭憲淑惠孝寧皇后（越南语：／），葬於永豐陵，並安其神主於太祖廟右三室。

## 冊文
嘉隆五年（1806年），皇后冊文：
天地之道，乾坤合德。宗廟之禮，帝后竝尊。欽惟慈懿光順昭憲張淑妃殿下，齊媚徽音，端莊懿德。寶婺光聯，宸極琚珩，端肅穆之儀型；扶輿秀毓，聖躬磐泰，衍悠長之宗統。肆今仰憑靈貺，增賁前休。廑薦徽稱，式彰懿德。謹奉金冊，上尊號曰慈懿光順昭憲淑惠孝寧皇后。伏惟爽洋鑒格，錫以純禧。保護國家，與天地竝。